# European Women's Futsal Tournament 2019
L'European Women's Futsal Tournament 2019 è la 3ª edizione del torneo continentale riservato ai club di calcio a 5 femminili vincitori nella precedente stagione del massimo campionato delle federazioni affiliate alla UEFA. La competizione si è giocata dal 16 al 19 aprile 2019.

## Squadre partecipanti
Tutte le nazioni che partecipano schierano una sola squadra, per un totale di 8 squadre.

### Lista
I club sono stati ordinati in base al ranking della nazionale.

| Rank | Squadra       | Urna |
| ---- | ------------- | ---- |
| 1    | Aurora        | 1    |
| 2/H  | Jimbee Roldán | 1    |
| 3    | Benfica       | 1    |
| 4    | IMS Kiev      | 1    |
| 5    | Kick Off      | 1    |
| 6    | UAM Poznań    | 1    |
| 7    | Alumnus       | 1    |
| 8    | Rotterdam     | 1    |

Note
- (TH) – Squadra campione in carica
- (H) – Squadra ospitante

### Formula
Le 8 squadre si affrontano in due gironi da quattro, sorteggiati il 9 aprile. Le prime di ogni girone si affrontano nella finale, le seconde per il 3º posto, le terze per il 5º posto e le quarte per il 7º posto.

## Fase a gironi

### Gruppo A
| Squadra   | P.ti | G | V | N | P | GF | GS | DR  |
| --------- | ---- | - | - | - | - | -- | -- | --- |
| Kick Off  | 7    | 3 | 2 | 1 | 0 | 14 | 3  | +11 |
| Benfica   | 7    | 3 | 2 | 1 | 0 | 13 | 2  | +11 |
| IMS Kiev  | 3    | 3 | 1 | 0 | 2 | 6  | 15 | -9  |
| Rotterdam | 0    | 3 | 0 | 0 | 3 | 4  | 17 | -13 |

| San Javier 16 aprile 2019, ore 18:00 | Benfica | 6 – 0 (3-0) | Rotterdam | Pabellón Príncipe Felipe |

| San Javier 16 aprile 2019, ore 20:00 | Kick Off | 7 – 0 (4-0) | IMS Kiev | Pabellón Príncipe Felipe |

| San Javier 17 aprile 2019, ore 17:00 | Rotterdam | 1 – 5 (0-3) | Kick Off | Pabellón Príncipe Felipe |

| San Javier 17 aprile 2019, ore 19:00 | IMS Kiev | 0 – 5 (0-3) | Benfica | Pabellón Príncipe Felipe |

| San Javier 18 aprile 2019, ore 12:00 | IMS Kiev | 9 – 2 (5-0) | Rotterdam | Pabellón Príncipe Felipe |

| San Javier 18 aprile 2019, ore 20:00 | Benfica | 2 – 2 (1-1) | Kick Off | Pabellón Príncipe Felipe |

### Gruppo B
| Squadra       | P.ti | G | V | N | P | GF | GS | DR  |
| ------------- | ---- | - | - | - | - | -- | -- | --- |
| Jimbee Roldán | 9    | 3 | 3 | 0 | 0 | 16 | 4  | +9  |
| Aurora        | 6    | 3 | 1 | 0 | 2 | 13 | 4  | +1  |
| Alumnus       | 3    | 3 | 1 | 0 | 2 | 4  | 8  | -10 |
| UAM Poznań    | 0    | 3 | 0 | 0 | 3 | 4  | 21 | -10 |

| San Javier 16 aprile 2019, ore 12:00 | Jimbee Roldán | 4 – 3 (3-2) | Aurora | Pabellón Príncipe Felipe |

| San Javier 16 aprile 2019, ore 16:00 | Alumnus | 4 – 3 (2-1) | UAM Poznań | Pabellón Príncipe Felipe |

| San Javier 17 aprile 2019, ore 10:00 | UAM Poznań | 0 – 8 (0-2) | Aurora | Pabellón Príncipe Felipe |

| San Javier 17 aprile 2019, ore 12:00 | Jimbee Roldán | 3 – 0 (2-0) | Alumnus | Pabellón Príncipe Felipe |

| San Javier 18 aprile 2019, ore 10:00 | Aurora | 2 – 0 (1-0) | Alumnus | Pabellón Príncipe Felipe |

| San Javier 18 aprile 2019, ore 18:00 | Jimbee Roldán | 9 – 1 (5-0) | UAM Poznań | Pabellón Príncipe Felipe |

## Fase a eliminazione diretta

### Tabellone
|  | Finale        |   |
|  |               |   |
|  | Kick Off      | 2 |
|  | Kick Off      | 2 |
|  | Jimbee Roldán | 5 |
|  | Jimbee Roldán | 5 |

|  | Finale 3º posto |   |
|  |                 |   |
|  | Benfica         | 2 |
|  | Benfica         | 2 |
|  | Aurora          | 0 |
|  | Aurora          | 0 |

|  | Finale 5º posto |   |
|  |                 |   |
|  | IMS Kiev        | 4 |
|  | IMS Kiev        | 4 |
|  | Alumnus         | 3 |
|  | Alumnus         | 3 |

|  | Finale 7º posto |   |
|  |                 |   |
|  | Rotterdam       | 4 |
|  | Rotterdam       | 4 |
|  | UAM Poznań      | 0 |
|  | UAM Poznań      | 0 |

### Finale 7º posto
| San Javier 19 aprile 2019, ore 10:00 | Rotterdam | 4 – 0 (3-0) referto | UAM Poznań | Pabellón Príncipe Felipe |

### Finale 5º posto
| San Javier 19 aprile 2019, ore 12:00 | IMS Kiev | 4 – 3 (3-0) referto | Alumnus | Pabellón Príncipe Felipe |

### Finale 3º posto
| San Javier 19 aprile 2019, ore 16:00 | Benfica | 2 – 0 (1-0) referto | Aurora | Pabellón Príncipe Felipe |

### Finale
| San Javier 19 aprile 2019, ore 18:00 | Kick Off | 2 – 5 (1-2) referto | Jimbee Roldán | Pabellón Príncipe Felipe |